# Cot Bagi
Cot Bagi is een bestuurslaag in het regentschap Aceh Besar van de provincie Atjeh, Indonesië. Cot Bagi telt 445 inwoners (volkstelling 2010).